# Kasba (Bengala Occidentale)
Kasba è una suddivisione dell'India, classificata come census town, di 9.842 abitanti, situata nel distretto del Dinajpur Settentrionale, nello stato federato del Bengala Occidentale. In base al numero di abitanti la città rientra nella classe V (da 5.000 a 9.999 persone).

## Geografia fisica
La città è situata a 25° 35' 08 N e 88° 06' 44 E.

## Società

### Evoluzione demografica
Al censimento del 2001 la popolazione di Kasba assommava a 9.842 persone, delle quali 5.253 maschi e 4.589 femmine. I bambini di età inferiore o uguale ai sei anni assommavano a 1.115, dei quali 606 maschi e 509 femmine. Infine, coloro che erano in grado di saper almeno leggere e scrivere erano 7.227, dei quali 4.159 maschi e 3.068 femmine.